# Derambila zincaria
Derambila zincaria là một loài bướm đêm trong họ Geometridae.